# 림보 (프로그래밍 언어)
림보(Limbo)는 인페르노 운영 체제를 위한 응용 소프트웨어를 개발하기 위해 사용되는 언어이자 분산 시스템을 개발하기 위한 프로그래밍 언어이다. 션 도워드, 필 윈터바텀, 롭 파이크에 의해 벨 연구소에서 설계되었다.
림보 컴파일러는 컴퓨터 구조 독립 목적 파일을 생성하며 이후 디스 가상 머신에 의해 해석되거나 성능 개선을 위해 런타임 직전에 컴파일된다. 그러므로 모든 림보 애플리케이션들은 모든 인페르노 플랫폼상에서 이식이 가능하다.
림보의 병행 패러다임 접근 방식은 토니 호어의 커뮤니케이팅 시퀜셜 프로세스(CSP)의 영향을 받았다.

## 언어 기능
- 모듈식 프로그래밍
- 병행 프로그래밍
- 컴파일 및 런타임 시의 강력한 자료형 검사
- 타입 채널을 경유한 프로세스 간 통신
- 자동 쓰레기 수집
- 단순 추상 자료형

## 예시
림보는 에이다 스타일의 정의를 사용한다:
```
 
name
 
:=
 
type
 
value
;

 
name0
,
name1
 
:
 
type
 
=
 
value
;

 
name2
,
name3
 
:
 
type
;

 
name2
 
=
 
value
;

```

### Hello world
```
 
implement
 
Command
;

 
include
 
"sys.m"
;

     
sys
:
 
Sys
;

 
include
 
"draw.m"
;

 
include
 
"sh.m"
;

 
init
(
nil
:
 
ref
 
Draw
->
Context
,
 
nil
:
 
list
 
of
 
string
)

 
{

     
sys
 
=
 
load
 
Sys
 
Sys
->
PATH
;

     
sys
->
print
(
"Hello World!
\n
"
);

 
}

```

## 같이 보기
- 인페르노 (운영체제)
- 플랜 9 (운영체제)
- Go (프로그래밍 언어)